# Гобо
Гобо (яп. 御坊市 Гобо:-си) — город в Японии, находящийся в префектуре Вакаяма. Площадь города составляет 43,93 км², население — 25 112 человек (1 августа 2014), плотность населения — 571,64 чел./км².

## Географическое положение
Город расположен на острове Хонсю в префектуре Вакаяма региона Кинки. С ним граничат посёлки Михама, Хидака, Хидакагава, Инами.

## Население
Население города составляет 25 112 человек (1 августа 2014), а плотность — 571,64 чел./км². Изменение численности населения с 1980 по 2005 годы:
| 1980 | 30 398 чел. |  |
| 1985 | 30 450 чел. |  |
| 1990 | 29 133 чел. |  |
| 1995 | 28 510 чел. |  |
| 2000 | 28 034 чел. |  |
| 2005 | 27 053 чел. |  |

## Символика
Деревом города считается Ilex rotunda, цветком — Chrysanthemum morifolium.